# Thích Kiến Quốc
Thích Kiến Quốc (tiếng Trung: 戚建国; sinh tháng 8 năm 1952) là Thượng tướng Quân Giải phóng Nhân dân Trung Quốc (PLA). Ông từng từng giữ chức vụ Phó Tham mưu trưởng Bộ Tham mưu liên hợp Quân ủy Trung ương Trung Quốc và Tư lệnh Tập đoàn quân 12 thuộc Quân khu Nam Kinh. Thích Kiến Quốc là một trong số ít tướng lĩnh của Trung Quốc trưởng thành từ thực tế chiến tranh, từng tham gia xung đột Trung-Việt 1979. Ông từng là Đại biểu Đại hội đại biểu Nhân dân toàn quốc Trung Quốc (gọi tắt là Nhân đại toàn quốc tức Quốc hội Trung Quốc) khóa 10 (2003—2008) và khóa 11 (2008—2013).

## Tiểu sử
Thích Kiến Quốc sinh tháng 8 năm 1952 tại Văn Đăng, tỉnh Sơn Đông. Năm 1968, trong thời kỳ Cách mạng Văn hóa, Thích Kiến Quốc "hạ phóng" về nông thôn tại trấn Đăng Châu, tỉnh Hà Nam. Ông tốt nghiệp chuyên ngành chỉ huy quân sự tại Trường Lục quân cấp cao Nam Kinh nay là Học viện Chỉ huy Lục quân Nam Kinh (南京陆军指挥学院) với học vị Cử nhân.
Tháng 12 năm 1970, Thích Kiến Quốc gia nhập Quân Giải phóng Nhân dân Trung Quốc, nhận nhiệm vụ chiến sĩ Đại đội 4, Trung đoàn 3, Sư đoàn 1, Quân đoàn 1; lần lượt đảm nhiệm chức vụ Tiểu đội trưởng, Trung đội trưởng, Tham mưu tác chiến huấn luyện Trung đoàn, Tham mưu Khoa tác chiến huấn luyện Sư đoàn, Tham mưu ban tác chiến huấn luyện Quân đoàn, Đại đội trưởng thuộc Trung đoàn 3; Tiểu đoàn trưởng chỉ huy tiểu đoàn tại Trận Lão Sơn (老山) trong các cuộc xung đột Việt–Trung 1979–1990. Sau đó, ông làm Tham mưu trưởng Trung đoàn 3, Sư đoàn 1; Khoa trưởng khoa tác chiến huấn luyện Sư đoàn 1, Trưởng ban tác chiến huấn luyện Quân đoàn 1; Tham mưu trưởng Sư đoàn 1 vào mùa xuân năm 1994 rồi Phó sư đoàn trưởng, Sư đoàn trưởng từ 5/7/2000 đến 21/3/2001.
Năm 2001, Thích Kiến Quốc được bổ nhiệm làm Tham mưu trưởng Tập đoàn quân 1, Quân khu Nam Kinh. Tháng 11 năm 2002, ông được bổ nhiệm giữ chức Tư lệnh Tập đoàn quân 12, Quân khu Nam Kinh. Tháng 7 năm 2005, ông được điều chuyển làm Cục trưởng Cục Tác chiến, Bộ Tổng Tham mưu. Ông từng chỉ huy hoạt động cứu hộ thiên tai trong trận động đất tại Tứ Xuyên vào tháng 5 năm 2008.
Tháng 12 năm 2008, Thích Kiến Quốc được bổ nhiệm làm Trợ lý Tổng Tham mưu trưởng Quân Giải phóng Nhân dân Trung Quốc. Tháng 10 năm 2012, ông được bổ nhiệm giữ chức Phó Tổng Tham mưu trưởng Quân Giải phóng Nhân dân Trung Quốc. Ngày 14 tháng 11 năm 2012, tại Đại hội Đảng Cộng sản Trung Quốc lần thứ 18, Thích Kiến Quốc được bầu làm Ủy viên Ban Chấp hành Trung ương Đảng Cộng sản Trung Quốc khóa XVIII. Thích Kiến Quốc cũng từng là người đứng đầu Viện Chiến lược Quốc tế Trung Quốc chuyên về tình báo quân sự và ngoại giao, cho đến năm 2013 khi Đô đốc Tôn Kiến Quốc, Phó Tổng Tham mưu trưởng được bổ nhiệm thay thế.
Tháng 1 năm 2016, Chủ tịch Quân ủy Trung ương Tập Cận Bình tuyên bố giải thể Bộ Tổng Tham mưu, Tổng cục Chính trị, Tổng cục Hậu cần và Tổng cục Trang bị của Quân giải phóng nhân dân Trung Quốc, để phân chia và sáp nhập vào các cơ quan của Quân ủy Trung ương; Thích Kiến Quốc được bổ nhiệm giữ chức vụ Phó Tham mưu trưởng Bộ Tham mưu liên hợp Quân ủy Trung ương Trung Quốc.

## Lịch sử thụ phong quân hàm
| Quân hàm |             |             | Thượng tướng |  |  |  |  |  |  |  |  |
| Cấp bậc  | Thiếu tướng | Trung tướng | Thượng tướng |  |  |  |  |  |  |  |  |
|          |             |             |              |  |  |  |  |  |  |  |  |